# Opel Astra F
L'Opel Astra F è la prima serie dell'Opel Astra, autovettura di fascia medio-bassa, prodotta dalla Casa automobilistica tedesca Opel dal 1991 al 1998 come berlina e station wagon, fino al 2000 in versione cabriolet e fino al 2002 nei Paesi dell'Est europeo ed in Turchia.

## Storia

### Genesi
L'Astra F va a sostituire la Kadett E, ultima discendente della "dinastia" Kadett. Mentre viene mantenuto l'ordine alfabetico delle serie, cambia la denominazione vera e propria del modello. Al nome Astra si arriva in seguito ad un piano di riunificazione delle denominazioni voluto già negli anni settanta dal gruppo General Motors, cui appartengono marchi come la stessa Opel e la Vauxhall. Quest'ultima, a partire dal 1970, cominciò a produrre modelli Opel esclusivamente per il mercato britannico, ma ristilizzati nel frontale e con nomi differenti. Del 1979 è il lancio in Europa della Opel Kadett D, quarta serie della Kadett, che in Gran Bretagna venne prodotta come Vauxhall Astra. Lo stesso criterio venne mantenuto anche nel 1984 con il lancio della Kadett E, che continuò a chiamarsi Vauxhall Astra nel mercato d'oltremanica. Il futuro pensionamento della Kadett E ha portato i vertici General Motors ad attuare una riunificazione nelle denominazioni tra Vauxhall ed Opel.
Per questo motivo, il nuovo modello che è andato a sostituire la Kadett E è stato denominato Astra, anche se in Gran Bretagna venne mantenuto il marchio Vauxhall, che però ha adottato differenti criteri per l'indicazione della serie del modello.

### Debutto ed evoluzione
Al suo debutto, nel settembre del 1991, l'Astra F era disponibile come berlina a due volumi e a tre o cinque porte. L'aspetto della vettura, ad una rapida occhiata, ricordava quello della precedente Kadett E, della quale sembrava in effetti una versione interessata da un marcato restyling. Questo per non rivoluzionare e stravolgere del tutto le linee di una vettura come la Kadett E, che ha riscosso un buon successo di vendite. Le motorizzazioni erano comprese tra il 1.4 C14NZ da 60 CV ed il 2 litri bialbero C20XE da 150 CV del modello GSi. Tre mesi dopo, a dicembre, arrivò la versione a gasolio, equipaggiata dal 1.7 17YD da 57 CV. In generale, le motorizzazioni a benzina erano tutte alimentate ad iniezione elettronica, ma nel primo anno di produzione, in alcuni mercati (ma non quello italiano) era previsto anche un 1.4 a carburatore da 75 CV.
Tutte queste motorizzazioni erano in genere accoppiate ad un cambio manuale a 5 marce, ma su alcune versioni si poteva avere a richiesta un cambio automatico a 4 rapporti.
Nel 1992, la gamma si arricchì con il lancio della versione station wagon, alla quale fece seguito subito dopo la versione furgonata, dotata di sole tre porte anziché cinque, e dei soli sedili anteriori, e a maggio si aggiunse la più classica versione 3 volumi e a 4 porte. verso la fine del 1993 venne lanciata anche la versione cabriolet, che andò a sostituire la corrispondente versione scoperta della Kadett E.
Nel 1994, parte della gamma fu interessata da alcuni aggiornamenti meccanici. Sempre nello stesso anno vi fu un restyling visibile solo in alcuni dettagli, come per esempio nella mascherina anteriore, negli specchietti retrovisori esterni, negli indicatori di direzione bianchi e nelle plastiche dei fari posteriori. Il restyling fu anche l'occasione per una rinfrescata alla gamma motori, che vide l'arrivo di nuove unità bialbero da 1.6 ed 1.8 litri e alle sospensioni, che usufruirono di nuovi ammortizzatori a gas in luogo di quelli oleopneumatici.
Altri nuovi motori andarono ad aggiungersi nel 1996, dopodiché la gamma proseguì pressoché invariata fino al mese di marzo del 1998, quando cominciò ad essere via via sostituita dalla nuova Astra G. Inizialmente fu la volta della berlina, seguita pochi mesi dopo dalla giardinetta e dalla furgonata, per arrivare al 2000, anno in cui venne tolta di produzione anche la cabriolet.
Ma in alcuni Paesi, come per esempio nell'Europa orientale ed in Turchia, l'Astra F continuò ad essere commercializzata con il nome di Astra Classic, prodotta fino al 2002 in affiancamento alla più moderna Astra G.

#### Berlina a due volumi

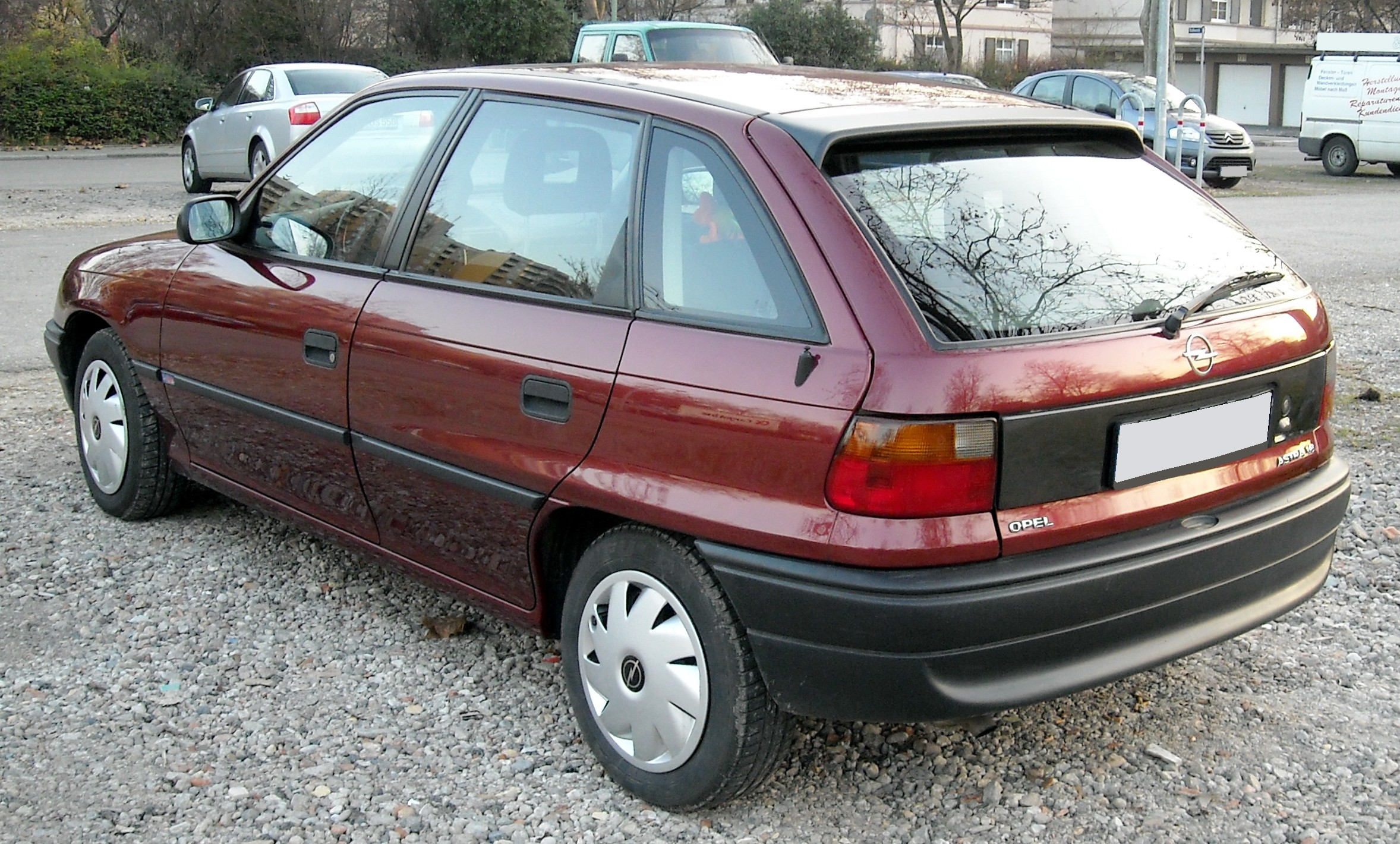
Vista posteriore di un'Astra F berlina a due volumi e a 5 porte

L'Astra F, come già detto, ha debuttato inizialmente come berlina a due volumi, sia a 5 che a 3 porte. La gamma motori in fase di debutto comprendeva il modesto 1.4 monoalbero da 60 CV, ma anche il grintoso 2 litri bialbero da 150 CV, passando per un 1.4 da 82 CV, un 1.6 da 75 e per un 1.8 da 90 CV. Queste due ultime motorizzazioni non erano previste per il mercato italiano. Era presente anche un 2 litri monoalbero da 115 CV, lo stesso utilizzato nella versione base della Calibra.
La versione di punta da 150 CV era riservata unicamente alla versione 2.0 16v GSi, una vettura in grado di sfoderare prestazioni entusiasmanti, e che divenne uno dei modelli preferiti dai giovani appassionati. Sue caratteristiche distintive erano i cerchi maggiorati dal disegno più aggressivo ed il frontale dalla calandra ridisegnata. La sigla GSi era prevista anche per altre due versioni e motorizzazioni particolari, l'una dotata del 2 litri monoalbero(115cv), l'altra del 1.8 bialbero(125) che sostituì, dal 1994, il 2.0. Era inoltre disponibile la versione diesel aspirata, equipaggiata dal 1.7 monoalbero in testa da 1700 cm³ già presente sulla Kadett E grado di erogare 57 CV, con prestazioni modeste, ma anche con consumi assai contenuti. Tale versione beneficiò di un leggero aumento di potenza alla fine del 1992, portandosi a 60 CV.
Nel 1992, vi fu un aggiornamento che portò al lancio di un 1.6 più grintoso, della potenza di 100 CV, in affiancamento all'unità da 75 CV. In alcuni mercati, come quello italiano, fu il primo 1.6 previsto per l'Astra F. L'anno seguente il 1.8 da 90 CV, laddove previsto, venne rimpiazzato da un 1.8 bialbero da 125 CV, già piuttosto brillante. Tale motore andò a completare la gamma motoristica dell'Astra F nei mercati in cui ancora per questo modello non si era potuto usufruire fino a quel momento di un motore 1.8, mentre nell'estate 1992 Venne anche introdotta la versione turbodiesel, sempre da 1.7 litri di cilindrata, ma il cui motore da 82 CV era di origine Isuzu.Tale motore sostituì il precedente 1.5 TD della Kadett. Infine, nei mercati dove previsto, il 1.6 da 75 CV venne depotenziato a 71 CV.

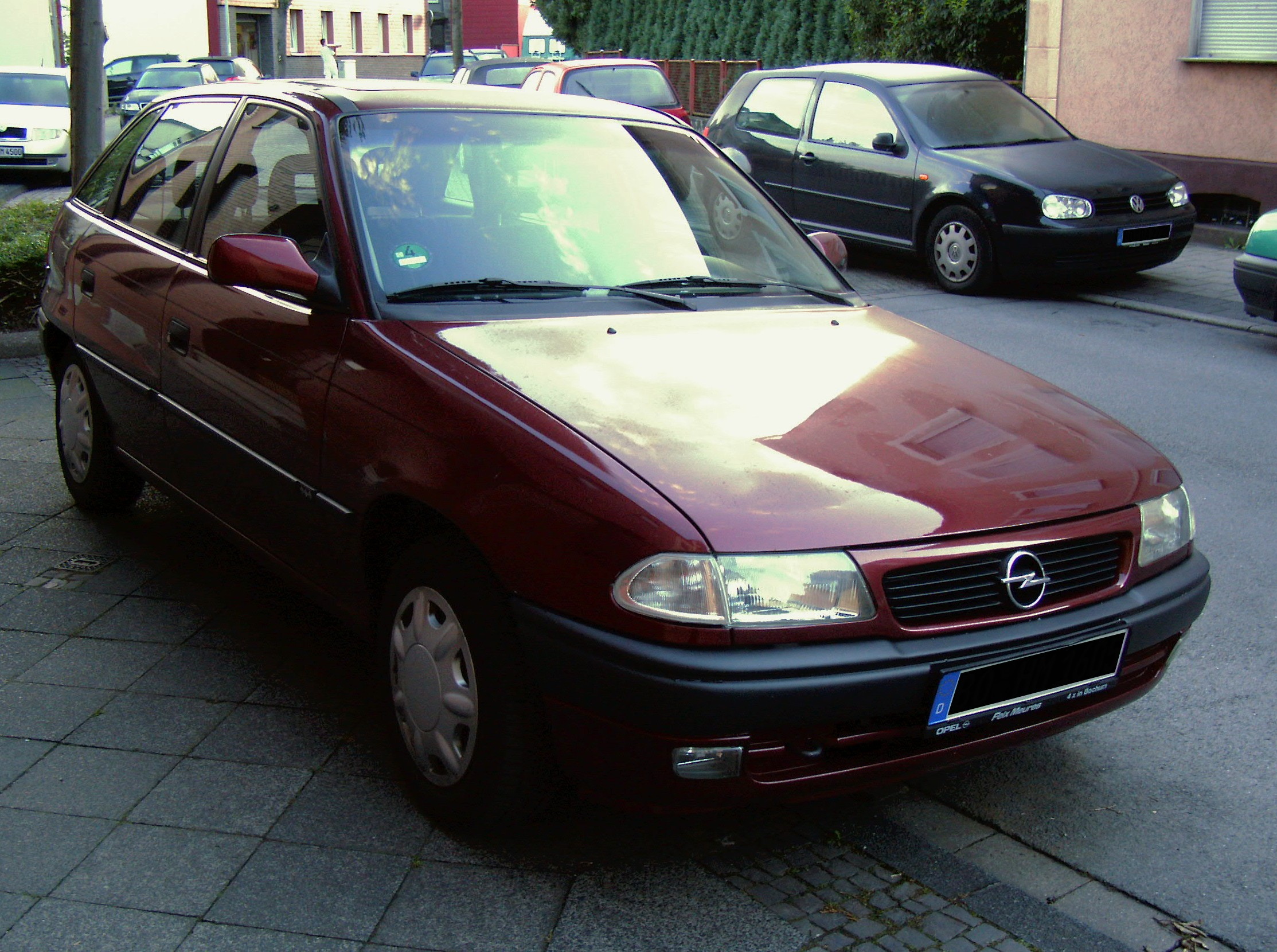
Vista frontale di un'Astra F con il frontale ridisegnato dopo il restyling del settembre 1994

Si arrivò così al mese di settembre del 1994, il momento del restyling. Oltre ai già citati aggiornamenti estetici volti a mantenere fresco ed attuale il look della berlina tedesca, vi furono anche degli aggiornamenti motoristici: il 1.6 monoalbero da 100 CV venne sostituito da un bialbero di pari cilindrata e potenza, ma con una migliore erogazione di coppia motrice. Nella stessa occasione, il 1.8 bialbero da 125 CV venne sostituito dal 1.8, il X18XE, depotenziato a 115 CV, ma anch'esso più pronto nell'erogazione di coppia. Ed ancora, il 2 litri monoalbero da 115 CV venne tolto di produzione per essere sostituito sei mesi dopo, nel marzo del 1995, da un 2 litri bialbero da 136 CV, che sarebbe andato ad affiancare il 2 litri di punta da 150 CV.
Novità anche sul fronte diesel, che vide la versione aspirata uscire dai listini per essere rimpiazzata da una versione sovralimentata con turbocompressore a bassa pressione, così da ottenere una potenza massima di 68 CV. Tale versione si affiancò a quella da 82 CV.
Nei primi mesi del 1996 venne introdotto un nuovo motore bialbero da 1.4 litri, della potenza di 90 CV, che andò a rimpiazzare il precedente 1.4 da 82 CV. Nello stesso periodo, il 1.6 da 71 CV venne sostituito da un nuovo 1.6 monoalbero da 75 CV, e quindi meno potente del 1.4 appena citato. Vi furono inoltre aggiornamenti di dettaglio al 1.8 16v, mentre nella seconda metà dello stesso anno, venne tolto dai listini il 2 litri da 150 CV.
Nel marzo del 1998, la berlina a due volumi venne tolta di produzione.

#### Berlina a tre volumi

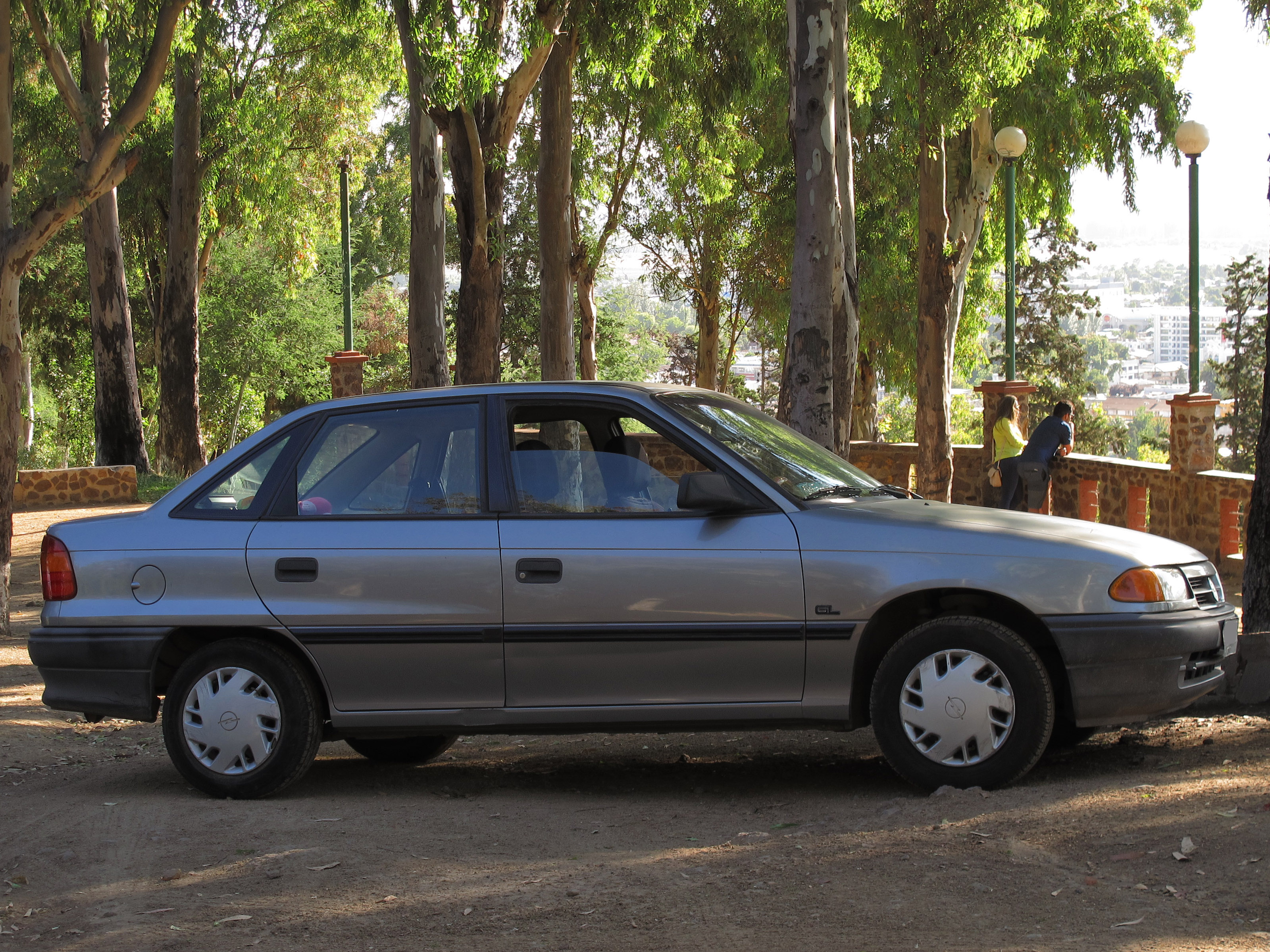
Un'Astra F con carrozzeria berlina a tre volumi e a 4 porte

Il 1992 ha visto l'entrata in produzione dell'Astra F in versione berlina a tre volumi. Disponibile unicamente a 4 porte, questa nuova declinazione dell'Astra F va a rimpiazzare la corrispondente versione a tre volumi della Kadett E. La differente caratterizzazione della carrozzeria nella parte posteriore porta anche ad un ridisegnamento dei gruppi ottici posteriori. Il resto del corpo vettura riprende gli stessi tratti delle altre versioni. Le motorizzazioni iniziali prevedono il 1.4 da 60 e da 82CV, il 1.6 da 101 CV ed il 1.7 diesel da 57 CV. Non erano previste versioni particolarmente brillanti con questo tipo di carrozzeria. Non sono esistite quindi Astra a 4 porte con motori da 1.8 o 2 litri (in Italia).
Nel 1993 il 1.7 turbodiesel da 82 CV è finito anche sotto il cofano dell'Astra F 4 porte. In seguito, pur se circoscritte al minor numero di motorizzazioni previste, le evoluzioni che hanno interessato la versione a due volumi, hanno finito per coinvolgere anche la versione a tre volumi.
La produzione di questa versione è terminata nel 1998, come per la berlina a 3/5 porte.

#### Station wagon

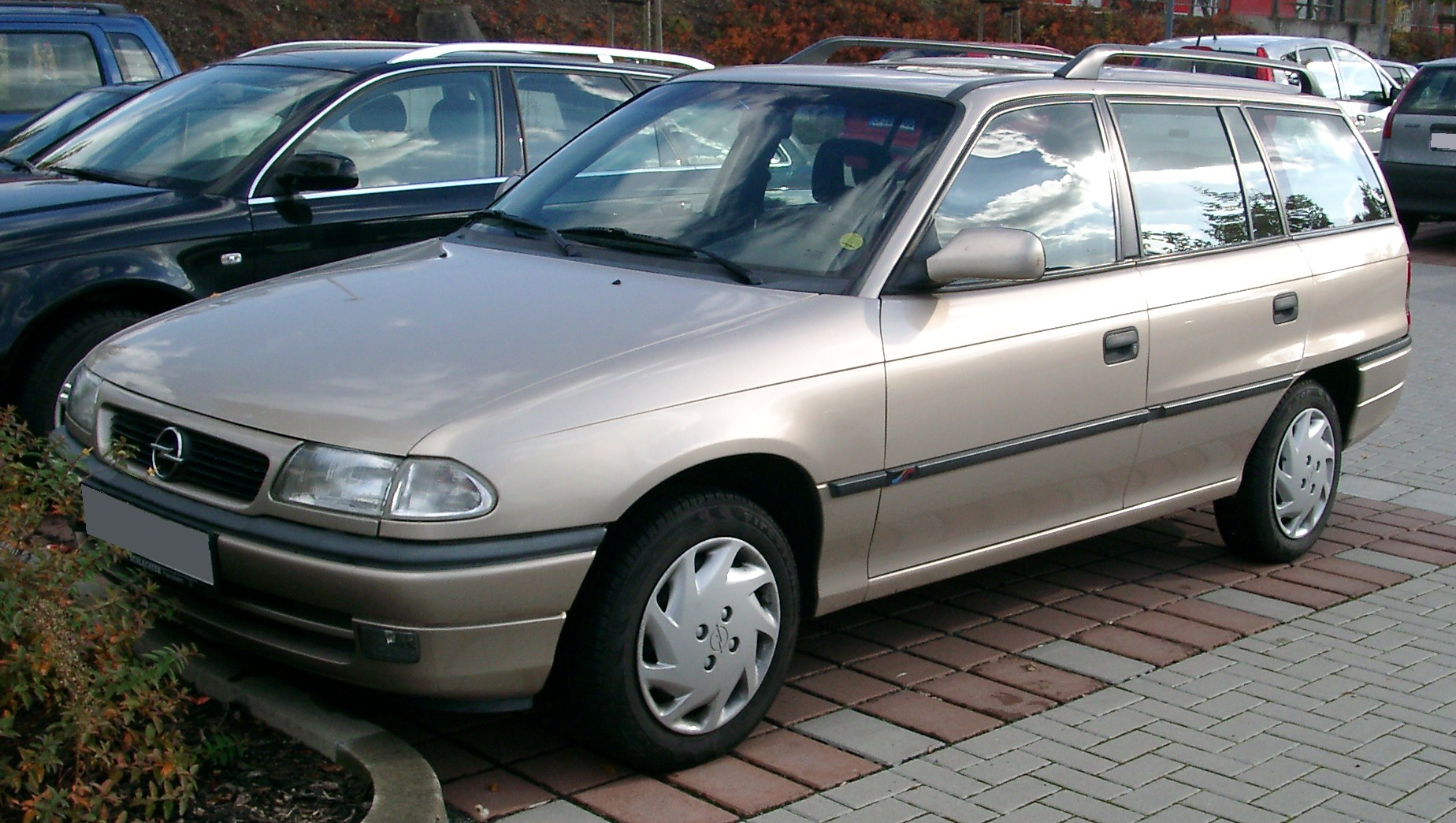
Una Astra SW post-restyling

La versione destinata a rimpiazzare la Kadett Caravan è stata introdotta anch'essa nel 1992 e ha preso il nome di Astra SW, ma in diversi mercati hanno continuato ad essere denominate Caravan. Questa versione era caratterizzata da doti di capienza e di praticità tali da divenire una vera e propria spina nel fianco nei confronti di vetture come la Ford Escort SW, fino a quel momento tra i best seller incontrastati nel segmento delle giardinette compatte. L'Astra SW divenne quindi una delle station wagon più vendute, successo che sarebbe stato poi replicato anche nelle serie successive.
La gamma motoristica iniziale della versione SW ricalca quella della berlina a 4 porte, ma con in più anche il 1.8 16v da 125 CV a partire dal 1993. Anche per la SW non sono previste inizialmente versioni equipaggiate da un motore da 2 litri, ma ne è stata commercializzata una dal look sportiveggiante, la 1.8 16v GSi', sempre da 125, ma caratterizzata come già detto da una connotazione estetica più grintosa.
In seguito, anche la SW si adeguò alle evoluzioni che hanno caratterizzato le altre versioni. L'unica nota di rilievo riguarda l'adozione del 2 litri bialbero da 136 CV, adozione avvenuta nel 1997.
Quando le versioni berlina cessarono di essere prodotte, la versione SW resistette ancora qualche mese, prima di essere sostituita, nella seconda metà del 1998, dalla corrispondente giardinetta su base Astra G.

#### Cabriolet

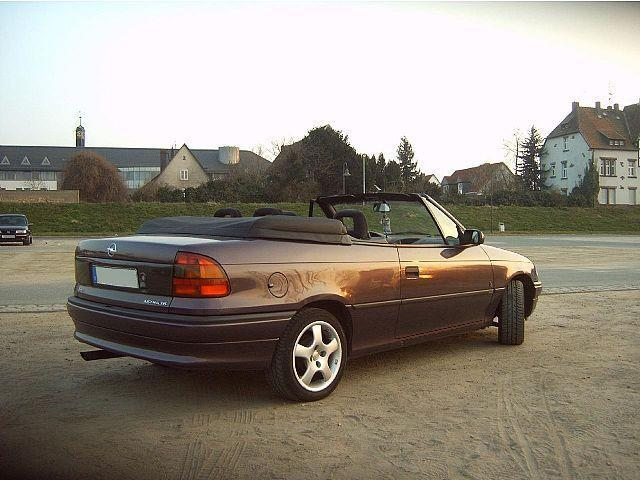
Vista posteriore di un'Astra F Cabriolet

La versione cabriolet dell'Astra F, destinata a sostituire l'ormai anziana Kadett Cabriolet, viene lanciata alla fine del 1993. La sua linea slanciata e non poco elegante è frutto di uno stilista italiano, Bertone. Sia a capote abbassata che in configurazione chiusa, l'Astra Cabriolet mantiene un equilibrio di proporzioni piuttosto raro da trovare in altre vetture con carrozzeria cabriolet.
Per l'Astra Cabriolet erano previste inizialmente due motorizzazioni: una, la più potente, era il 2 litri monoalbero da 115 CV, mentre l'altra era una motorizzazione fino a quel momento preclusa al mercato italiano, vale a dire il 1.6 da 75 CV.
Ma l'anno seguente, entrambe le motorizzazioni furono sostituite dal 1.4 monoalbero da 82 CV. Nel 1995 tale motorizzazione venne affiancata dal 1.8 bialbero da 116 CV e nel 1997, il 1.4 monoalbero venne rimpiazzato dal 1.4 bialbero da 90 CV.
In Italia, l'Astra F Cabriolet venne tolta di produzione con l'arrivo della nuova serie, anche se quest'ultima non era ancora disponibile in versione "scoperta". Ma in altri mercati sopravvisse per altri due anni, fino al 2000, anno in cui venne sostituita dall'Astra G Cabrio.

#### Astra GSI e GSI 16V: le versioni di punta

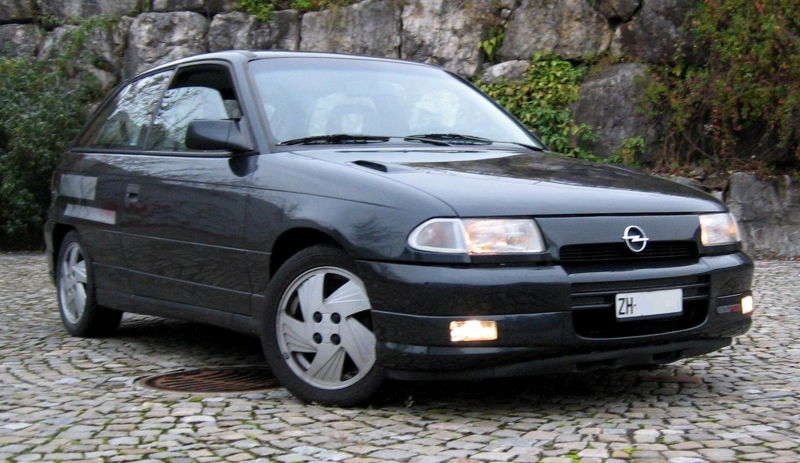
Una Astra GSi 2.0 16v, la versione di punta della gamma Astra F

Prodotta da metà del 1991 (preserie, per altro rarissime) all'inizio del 1996 l'Astra Gsi fu destinata a raccogliere il testimone della Opel Kadett E GSI.
Montava le stesse motorizzazioni della Kadett E, ma aggiornate alle normative antinquinamento Euro 1 che obbligarono Opel a dotare le proprie vetture di catalizzatore a tre vie e sonda lambda.
Due motorizzazioni da due litri. Un 2.0 8v (C20NE), un 2.0 16V (C20XE). La versione più prestante era equipaggiata con un motore di 2.0 litri 16 valvole doppio albero a camme: denominato C20XE, ha una cilindrata di 1.998 cm³, motore di tipo quadro (alesaggio 86 mm x corsa 86 mm). Potenza erogata pari a 110 kw (150 cv) a 6000 giri/minuto con 196 N·m di coppia massima a circa 4800 giri/minuto, con il 90% della coppia massima disponibile tra 3100 e 6000 giri; il peso dell'auto è di 1100 kg. I dati prestazionali rilevati dalla prova di Quattroruote di giugno 1992 davano una velocità max di 219 km/h; un'accelerazione da 0 a 100 km/h di 7,3 s e una frenata da 100 a 0 in 38,8 m, data una certa discontinuità produttiva fu dichiarata prudenzialmente una potenza di 150 CV, ma molti esemplari sfioravano i 160 CV, la versione 2.0 16V fu oggetto di un richiamo della Casa per problemi di fusione delle testate, che venivano sostituite in garanzia con fusioni riviste.
LA GSi esteticamente presentava due prese d'aria ai lati del cofano, paraurti anteriore e posteriore ribassati e di tipo specifico, minigonne, cerchi in lega specifici con pneumatici tipo 205/50 ZR15 e terminale di scarico con uscite doppie quadrate.
Dal 1991 al 1993 (fine) la Gsi era disponibile anche con motorizzazione 2.0 8v (monoalbero 115cv) e allestimento quasi uguale alla sorella maggiore 16v, differenziato per la scelta di particolari minori (strumentazione leggermente differente, scarico singolo quadrato, assenza della barra antirollio posteriore e mancanza, anche come optional, del sistema di controllo della trazione ETC).
La vettura fu soggetta ad un restyling dopo il 1995, in cui figurava un'estetica decisamente meno vistosa: pur essendo praticamente uguale alla versione base dell'Astra F, differenziava nei particolari: spoiler posteriore da tetto leggermente più ampio, cerchi in lega di nuovo disegno e paraurti anteriori e posteriori in tinta e di profilo leggermente differente. Il motore ha visto due principali versioni, il C20XE e il C20XE-LN (Low Noise) che si caratterizzava dai denti delle pulegge degli alberi a camme più squadrati e meno rumorosi; montava inoltre un'elettronica Bosch Motronic M2.8 (in sostituzione a quella precedente, la M2.5) e un volano di tipo "pot type" leggermente più pesante.
L'Astra GSI veniva fornita di serie (oltre all'ABS a 4 canali, assetto più basso di 1,5 cm e computer di bordo) con un controllo di trazione elettronico (ETC) disinseribile tramite apposito pulsante posto nella consolle centrale; tale sistema aveva il compito, tramite i 4 sensori dell'ABS ed una centralina dedicata, di limitare gli slittamenti in fase di accelerazione, indipendentemente dal tipo di fondo stradale. Una chicca l'ETC perché era differente dai sistemi tradizionali dell'epoca, permissivo, mai invadente e utile specialmente sui fondi bagnati od a scarsa aderenza. Il Sistema ETC era nominato in questo modo solo sull'Astra Gsi 16V; era possibile equipaggiarlo anche in alcune altre versioni dell'auto (peraltro si presentava come optional molto costoso) ma veniva denominato semplicemente TC.
Gli airbag (volante e/o lato passeggero) furono introdotti a partire dal 1994: di serie quello lato guida, optional quello lato passeggero. Climatizzatore manuale, lavafari ad alta pressione, poggiatesta posteriori, sedili anteriori riscaldati, interni in pelle, tetto apribile, vernice brillante o vernice metallizzata erano un elenco degli altri vari optional presenti nel listino Opel.
Una particolarità, poco conosciuta, fu che l'Astra Gsi, al momento dell'ordine, poteva essere equipaggiata con un differenziale autobloccante prodotto direttamente dalla Opel per questa versione. Solo una mera e piccola descrizione è presente all'interno del TIS (manuale officina Opel), che ne chiarisce i contenuti e la presenza su determinate vetture.
Dal 1994 fu introdotto, nella versione Gsi, il propulsore 1.8 16v (bialbero 125cv - motore tipo C18XE) che sostituì il 2.0 monoalbero ormai datato e non più in linea con le emissioni inquinanti. La 1.8 16v era priva del sistema di controllo della trazione, neppure disponibile come optional. Telaisticamente, motore a parte, le differenze a livello meccanico erano poche (barra antirollio posteriore assente, barra antirollio anteriore di minor sezione e scarico con sezione ridotta). La Gsi 1.8 16V fu solamente prodotta tra la fine del 1993 e la fine del 1994, con tipo carrozzeria "prima serie" (alettone posteriore, paraurti e minigonne sportive del tutto identiche alle sorelle maggiori 2.0 e 2.0 16v costruite tra il 1991 ed il 1994).
L'Astra Gsi abbandonò il mercato nel 1996.

## Attività sportiva

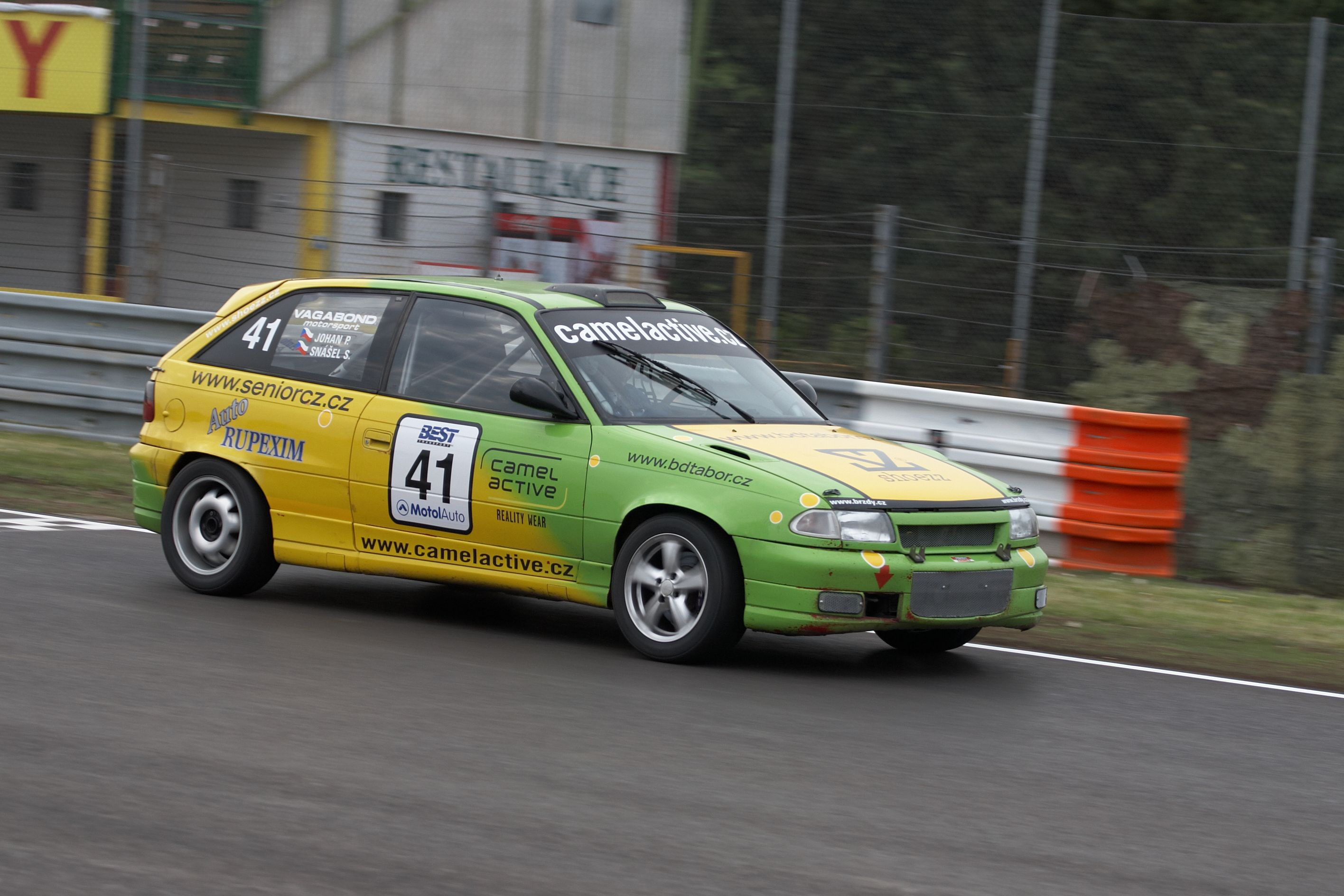
Una Astra F 2.0 GSi 16v impegnata a Brno (Repubblica Ceca)

L'Astra 2.0 16v GSi ha partecipato a varie competizioni, risulta vincitrice di un campionato di Inghilterra gr.a nel 1993 con David Llewellyn e in Italia detiene questo palmarès:
Campionato Italiano Rally Due Litri
- 1996 – Gatti-Dieci	(Opel Astra GSi 16V) – gruppo N
- 1997 – Maselli-Arena	(Opel Astra GSi 16V) – gruppo N
- 1999 – Sottile-DeRizzo	(Opel Astra GSi 16V)) – gruppo N

Trofeo Tradizione Terra
- 1996 – Tempestini-Viel	(Opel Astra GSi 16V) – gruppo N
- 1997 – Martinis-Marzocco	(Opel Astra GSi 16V) – gruppo N
- 1998 – Costantino Pettinato	(Opel Astra GSi 16V) – gruppo N

Campionato Italiano Velocità Turismo
- 1992 – "Toby"	(Opel Astra GSi 16V) – classe N4
- 1993 – Pierluigi Grassetto	(Opel Astra GSi 16V) – classe N4
- 1998 – "Toby"	(Opel Corsa GSi 16V) – classe N7
- 1998 – Stefania Grassetto	(Opel Corsa GSi 16V) – femminile

## Caratteristiche tecniche
I dati si riferiscono ad una berlina a due volumi e a 3 porte, per cui nelle altre varianti di carrozzeria possono esservi delle differenze per quanto riguarda le prestazioni, la massa ed anche altri particolari. In genere, le SW e le cabriolet sono più pesanti delle berline e possono accusare prestazioni velocistiche lievemente inferiori e consumi leggermente superiori.
Inoltre c'è da tener presente che:
- le station wagon pesano mediamente tra i 60 e gli 80 kg in più rispetto alle corrispondenti berline a due volumi, consumano circa mezzo litro in più ogni 100 km, raggiungono una velocità massima inferiore di circa 5 km/h e impiegano mezzo secondo in più nello scatto 0–100 km/h;
- le berline a tre volumi pesano tra i 10 ed i 30 kg in più o in meno rispetto alle corrispondenti berline a due volumi, a seconda delle versioni, ed hanno prestazioni pressoché identiche;
- le cabriolet pesano circa 130–140 kg in più rispetto alle corrispondenti berline a due volumi;
- le berline a due volumi e a 5 porte pesano circa 15–20 kg in più rispetto a quelle a 3 porte, con prestazioni identiche;
- la 2.0 GSi 16v così come la 1.8 GSi 16v sono state proposte solo come berline a 3 porte e in determinate colorazioni(Blu, Rosso, Bianco, Nero) nelle prime serie, mentre le seconde serie con le colorazioni presenti anche nell'intera gamma Astra F. Si noti comunque che le versioni Gsi con motorizzazione 1.8L 16V(125cv) sono state prodotte solamente con carrozzeria tipo prima serie e fino al 1994 al contrario della sorella maggiore che, pur dopo il restyling, è stata commercializzata per altri due anni.
- tutte le altre motorizzazioni sono state proposte anche come berlina a 4 e 5 porte e come station wagon.

| Modello                                                                                                 | Motore               | Cilindrata cm³ | Alimentazione                                                     | Potenza CV/rpm | Coppia Nm/rpm | Freni (ant./post.) | Massa a vuoto (kg) | Velocità max | Acceler. 0–100 km/h | Consumo medio (l/100 km) | Anni di produzione |
| A benzina                                                                                               |                      |                |                                                                   |                |               |                    |                    |              |                     |                          |                    |
| 1.4 | 14NV                 | 1389           | Carburatore                                                       | 75/5800        | 110/3000      | D / T              | -                  | 170          | 13"4                | -                        | 1991-92            |
| 1.4i | C14NZ                | 1389           | Iniezione single-point                                            | 60/5200        | 103/2800      | D / T              | 975                | 150          | 16"                 | 5.8                      | 1991-96            |
| 1.4i | X14SZ                | 1389           | Iniezione single-point                                            | 60/5400        | 106/3000      | D / T              | 975                | 150          | 16"                 | 5.8                      | 1996-98            |
| 1.4i | X14NZ (per l'Italia) | 1389           | Iniezione single-point                                            | 60/5400        | 103/2800      | D / T              | 975                | 150          | 16"                 | 5.8                      | 1996-98            |
| 1.4i SE                                                                                                 | C14SE                | 1389           | Iniezione multipoint                                              | 82/5800        | 114/3400      | D / T              | 940                | 175          | 13"                 | 7.1                      | 1991-96            |
| 1.4i 16v                                                                                                | X14XE                | 1389           | Iniezione multipoint                                              | 90/6000        | 125/4000      | D / T              | 940                | 178          | 13"                 | 8.5                      | 1995-98            |
| 1.6i | C16NZ                | 1598           | Iniezione single-point                                            | 75/5200        | 125/2800      | D / T              | -                  | 168          | 14"                 | -                        | 1991-94            |
| 1.6i | X16SZ                | 1598           | Iniezione single-point                                            | 71/5000        | 128/2800      | D / T              | -                  | 165          | 14"4                | -                        | 1993-95            |
| 1.6i | X16SZR               | 1598           | Iniezione single-point                                            | 75/5200        | 128/2600      | D / T              | -                  | 190          | 11"                 | -                        | 1996-98            |
| 1.6i SE                                                                                                 | C16SE                | 1598           | Iniezione multipoint                                              | 101/5800       | 135/3400      | D / T              | 1.010              | 190          | 11"                 | 6.8                      | 1993-94            |
| 1.6i 16v                                                                                                | X16XEL               | 1598           | Iniezione multipoint                                              | 101/6200       | 148/3500      | D / T              | 1.035              | 190          | 11"5                | 7                        | 1994-98            |
| 1.8i | C18NZ                | 1796           | Iniezione single-point                                            | 90/5400        | 145/3000      | D / T              | -                  | 180          | 13"8                | -                        | 1991-94            |
| 1.8i 16V                                                                                                | C18XEL               | 1799           | Iniezione multipoint                                              | 115/5400       | 168/4000      | DA / D             | 1.095              | 200          | 9"5                 | 8.1                      | 1994-96            |
| 1.8i 16V                                                                                                | X18XE                | 1799           | Iniezione multipoint                                              | 115/5400       | 170/3600      | DA / D             | 1.095              | 200          | 9"5                 | 8.1                      | 1996-98            |
| 1.8 GSi 16v                                                                                             | C18XE                | 1799           | Iniezione multipoint                                              | 125/5600       | 168/4800      | DA / D             | 1.100              | 204          | 9"                  | 7.8                      | 1993-94            |
| 2.0 GSi                                                                                                 | C20NE                | 1998           | Iniezione single-point                                            | 115/5200       | 170/2600      | DA / D             | -                  | 200          | 9"5                 | -                        | 1991-94            |
| 2.0 GSi 16v                                                                                             | C20XE                | 1998           | Iniezione multipoint                                              | 150/6000       | 196/4800      | DA / D             | 1.100              | 220          | 8"                  | 7.8                      | 1991-96            |
| 2.0 16v Turbo                                                                                           | C20LET               | 1998           | Iniezione multipoint                                              | 204/6600       | 280/2800      | DA / D             | 1.100              | 235          | 7"8                 | 8.5                      | 1993-96            |
| 2.0i 16v                                                                                                | X20XEV               | 1998           | Iniezione multipoint                                              | 136/5600       | 185/4000      | DA / D             | 1.115              | 207          | 9"                  | 8                        | 1995-98            |
| A gasolio                                                                                               |                      |                |                                                                   |                |               |                    |                    |              |                     |                          |                    |
| 1.7 D                                                                                                   | 17YD                 | 1700           | Iniezione indiretta pompa rotativa                                | 57/4600        | 105/2400      | DA / T             | 1.005              | 153          | 18"6                | 5.7                      | 1991-92            |
| 1.7 D                                                                                                   | 17DR                 | 1700           | Iniezione indiretta pompa rotativa                                | 60/4600        | 105/2400      | DA / T             | 1.005              | 153          | 18"5                | 5.7                      | 1992-94            |
| 1.7 TD                                                                                                  | X17DTL               | 1700           | Iniezione indiretta pompa rotativa turbocompressore               | 68/4500        | 132/2400      | DA / T             | 1.060              | 164          | 16"                 | 6                        | 1994-98            |
| 1.7 TDS                                                                                                 | TC4EE1               | 1686           | Iniezione indiretta pompa rotativa turbocompressore e intercooler | 82/4400        | 168/2400      | DA / T             | 1.085              | 173          | 13"5                | 6.2                      | 1992-95            |
| 1.7 TDS                                                                                                 | X17DT                | 1686           | Iniezione indiretta pompa rotativa turbocompressore e intercooler | 82/4400        | 168/2400      | DA / T             | 1.085              | 173          | 13"5                | 6.2                      | 1995-98            |
| Legenda per la voce "freni": T = freni a tamburo / D = freni a disco / DA = freni a disco autoventilati |                      |                |                                                                   |                |               |                    |                    |              |                     |                          |                    |

## Le altre Astra F

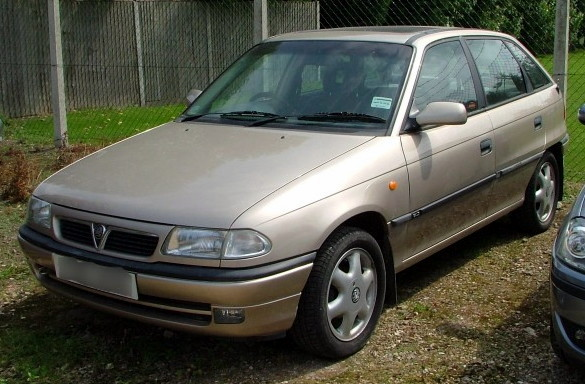
Una Vauxhall Astra basata sulla Astra F: notare il differente logo sulla calandra, anch'essa modificata

Oltre alla consueta versione Vauxhall, prevista per il mercato britannico, l'Astra F è stata proposta in altre versioni, mai arrivate nel nostro Paese, ma previste per altri mercati, europei e non. Per esempio, come già detto, dal 1998 al 2002, l'Astra F è stata commercializzata come Astra Classic per alcuni mercati dell'Europa dell'Est e per la Turchia. Tale versione è stata prodotta in Polonia.
In Sudafrica, l'Astra è stata prodotta su licenza dalla Delta, una locale Casa automobilistica di proprietà della General Motors. In tale mercato, però, il nome Astra venne mantenuto solo per le berline a 4 porte, mentre le versioni a due volumi continuarono a chiamarsi Kadett. In quella gamma è esistita anche una versione dotata di un 2 litri turbocompresso derivato dal motore montato sulla Calibra 2.0 16v Turbo 4x4. Inoltre, le varie versioni della gamma Kadett/Astra in Sudafrica commercializzate furono: la 160i, 180i o 200i a seconda delle motorizzazioni(1.6 16v, 1.8 16v o 2.0 16v). La versione turbocompressa portava il nome di Kadett 200tS.
Le Astra F vennero commercializzate a partire dal 1995 in Oceania con il marchio Holden (dove il nome Astra fu precedentemente usato dal 1984 al 1989 per la rimarchiatura della Nissan Pulsar N12 ed N13, poi sostituita dalla Toyota Corolla E90 rimarchiata come Holden Nova dal 1989 al 1996) ed in Sudamerica con il marchio Chevrolet.